# Fédération des travailleurs cadres et techniciens des chemins de fer CGT
La Fédération des travailleurs cadres et techniciens des chemins de fer CGT, ou Fédération CGT des cheminots, est une fédération syndicale dédiée aux travailleurs ferroviaires fondée en 1917 et membre de la Confédération générale du travail.
Première organisation syndicale au sein de la SNCF, la Fédération CGT des cheminots est aussi une des plus importantes fédérations au sein de la CGT. Elle tire son origine du Syndicat national des chemins de fer, fondé en 1895.
La Fédération CGT des cheminots est affiliée au niveau européen à la Fédération européenne des travailleurs des transports  et au niveau mondial à la Fédération internationale des ouvriers du transport.

## Histoire

### Chronologie
Histoire de la corporation cheminote et de sa Fédération CGT des Cheminots au sein de la CGT en quelques dates avec l'Institut CGT d'histoire sociale
- 1827 : la première voie ferrée en France est ouverte entre Saint-Étienne et Andrézieux pour acheminer la houille.
- 1842 : loi fondamentale (loi organique des chemins de fer) inaugurant la construction de réseaux à partir de Paris par des compagnies concessionnaires, poursuivie sous le second Empire et la IIIe République.
- 1844 : La première grande gare marchandises voit le jour à Paris Batignolles.
- 1871 : une première « Union fraternelle syndicale » regroupant des roulants est créée.
- 1890 : naissance de la Chambre syndicale des travailleurs des chemins de fer.
- 1895 : création du Syndicat national des chemins de fer, qui sera affilié à la CGT naissante dont le secrétaire général Lagailse est issu.
- 1898 : échec de la grève générale des chemins de fer lancée par le Syndicat national, dont la figure de proue est Guérard.
- 1910 : « grève de la thune », première grande grève des cheminots français, fortement réprimée mais victorieuse à terme avec en 1911 une augmentation des salaires et l’obtention d’un règlement des retraites.
- 1917v(27-28 janvier) : naissance de la Fédération Nationale des travailleurs des chemins de fer de France, des Colonies et des pays de Protectorat.
- 1919-1920 : plusieurs vagues de grèves se succèdent, très fortement réprimées (arrestations, 18000 révocations). Leur échec nourrira les débats entre révolutionnaires et réformistes, qui se scinderont définitivement en janvier
- 1922 entre CGT et CGT Unifiée. C’est à cette même période qu’est accordé un Statut du cheminot.
- 1935(9-10 décembre) : congrès de réunification des deux tendances.
- 1937(31 août) : loi instaurant la Société nationale des chemins de fer français.
- 1938(30 novembre)  : grève générale contre les décrets-lois Daladier Reynaud, remettant en cause les acquis du Front populaire ; les cheminots sont réquisitionnés par le gouvernement. La grève se conclut par un échec.
- 1939 (Août septembre) : 2e scission : les militants refusant de dénoncer le pacte germano-soviétique sont exclus et poursuivis par les autorités françaises.
- 1942 (7 mars) : Pierre Semard, ex-secrétaire général de la Fédération, emprisonné depuis le 20 octobre 1939, livré aux autorités allemandes, est fusillé à Évreux. Il sera considéré comme le symbole de la Résistance à l’occupant.
- 1943 (17 avril) : dans la clandestinité, par les accords du Perreux, la réunification syndicale est une nouvelle fois conclue, sur le plan confédéral.
- 1944 (10 août ) : le Comité central de grève des cheminots de la région parisienne appelle à la grève à partir d’une dizaine d’établissements (25 cesseront le travail et le 15 août aucun train ne roule en région parisienne).
- 1947 : en juin, premier mouvement de grève de l’après-guerre, qui est un succès sur le plan revendicatif. Une grève touchant aussi les fonctionnaires est lancée en novembre-décembre qui se traduit par 19 jours de grève et est aussi l’occasion de la 3e scission et de la création de « Force ouvrière ».
- 1948 (Octobre) : grève des cheminots en solidarité avec les mineurs en grève.
- 1953 (Août) : grève unitaire dans le secteur public. Les cheminots défendent avec succès leur système de retraite notamment.
- 1954-1962 : la CGT soutient la volonté d’indépendance du peuple algérien et agit contre la guerre. Elle développe les luttes pour les revendications, non sans succès.
- 1968 (Mai-juin): participation des cheminots à la plus grande grève que l’histoire ait retenue. De multiples acquis sont obtenus.
- 1969 (Septembre): grève des roulants dont le succès se traduira par l’accord sur les conditions de travail.
- 1971 (Juin): mouvement de grève à la SNCF qui va durer 11 jours.
- 1978 : le rapport Guillaumat, remettant en cause le service public est le support de plusieurs actions de protestation de la CGT, qui dans le même temps soutient le projet du TGV. L’unité syndicale se réalise sur la base d’un dossier commun sur les transports et s’illustre dans une « journée sans transport », le 7 mars 1979.
- 1982 (30 décembre) : promulgation de la Loi d’Orientation des Transports Intérieurs : la SNCF est transformée en Établissement Public Industriel et Commercial. La loi sur les comités d’entreprise s’applique à la SNCF et fera l’objet de longues négociations avant d’aboutir à leur définition et au transfert des activités sociales.
- 1985 (25 avril) : manifestation des cheminots d’Europe.
- 1986 (Décembre) à janvier 1987 : grève des cheminots sur la grille des salaires, les retraites et les conditions de travail.
- 1992 : Première « Eurogrève » chez les cheminots.
- 1995 (Novembre-décembre) : grève des services publics, en réaction contre le « plan Juppé ». Les cheminots, dont le système de retraite et le statut de l’entreprise, via le projet de contrat de plan, sont remis en cause, occupent une grande place dans le mouvement.
- 2007 (Octobre): grève des services publics afin de défendre les régimes spéciaux de retraites, finalement maintenus par le Gouvernement Fillon, qui ne fait qu'aligner la durée de cotisation, moyennant des contreparties plus coûteuses que les bénéfices.
- 2010 (avril) : grève à l'appel de la CGT - cheminots contre la casse du Fret, les suppressions d'emploi.
- 2010 (octobre) : grève interprofessionnelle contre la casse des retraites
- 2014 (juin) : grève reconductible à l'appel de la CGT - cheminots et SUD Rail contre la réforme du ferroviaire

### Mouvement syndical CGT chez les cheminots
Le 28 janvier 1917 en pleine Première Guerre Mondiale, à Paris, dans la salle de la « Grange aux Belles », après deux jours de débat, les principales organisations syndicales existantes chez les cheminots se regroupaient pour constituer une Fédération Nationale adhérente à la CGT. Ce projet avait mis plusieurs années à aboutir. 
L’un des principaux obstacles avait été levé grâce à l’évolution de la Fédération des Mécaniciens et Chauffeurs sous l’impulsion de son responsable du PLM, Lucien Midol, qui deviendra l’un des principaux dirigeants de la nouvelle Fédération.
Cette naissance était donc aussi un aboutissement : le syndicalisme cheminot national existait déjà depuis vingt-sept ans.
Le 4 août 1890, avait été créée une Chambre Syndicale Nationale qui se transforma le 26 avril 1895 en Syndicat National. À la création de la CGT le 23 septembre 1895, le Syndicat National joua un rôle majeur pour assurer la survie de la nouvelle organisation. Le premier secrétaire général Lagailse venait d’ailleurs de ses rangs.
Les premiers temps de la CGT ne furent pas faciles, deux organisations lui assurèrent un avenir : le Syndicat National des Cheminots qui était, à cette époque, très attiré par la grève générale, et le Syndicat du Livre, qui préconisait plutôt la recherche de compromis.
L’événement déterminant fut l’échec de la grève générale chez les cheminots en 1898, à la suite du noyautage de la structure par la police, celle-ci réceptionnant les appels à la grève chez les destinataires, dès l’envoi par la poste. Lagailse lui-même se reniera devant la police, et il disparaitra du mouvement ouvrier sans même que l’on retienne son prénom.
À la suite, il y eut une évolution stratégique chez les cheminots qui recherchèrent des appuis parlementaires plutôt qu’ils n’organisèrent l’action revendicative. Le principal militant de l’époque, Eugène Guérard, qui sera lui-même secrétaire général de la CGT d’avril à septembre 1901, reflète cette évolution. Il resta à la tête de la Fédération jusqu’en 1909, écoutant de moins en moins ce qui venait du terrain et ne trouvant pas, en contrepartie, la bonne volonté des dirigeants des Compagnies. Pourtant, la situation des cheminots s’aggravait, la question des retraites était enterrée à l’Assemblée Nationale. Le recours à la grève générale réapparut comme la solution à tous les problèmes posés.
L’année 1910 fut cruciale. Le 29 juin, un meeting commun assura l’alliance entre le Syndicat National et la Fédération des Mécaniciens et Chauffeurs. C’est principalement sur le Réseau Nord qu’en octobre la grève se déclencha, sans qu’il y eut d’élargissement significatif sur les autres réseaux. Le gouvernement dirigé par Aristide Briand, un ancien apôtre de la grève générale dans les congrès syndicaux, utilisa l’armée et les cheminots furent mobilisés pour une période d’instruction militaire de 21 jours. La grève ne tint pas dix jours. Les révocations, les licenciements tombèrent. À noter qu’après quelques atermoiements, le salaire journalier à cinq francs pour tous, la fameuse « thune », fut obtenue courant 1911 et que le projet sur les retraites se débloqua, la loi du 28 décembre 1911 accordant la rétroactivité pour les retraités.
Il y eut même un renforcement de la syndicalisation et une décision ferme pour aller à la création d’une Fédération.
Les premiers pas de la Fédération furent marqués par des oppositions ouvertes, de plus en plus vives entre deux courants nés de l’attitude prise face à la guerre. Les dirigeants majoritaires se rangèrent parmi les tenants de l’Union sacrée, c’est-à-dire du soutien à la guerre, plus exactement à l’effort de guerre, aux côtés du pouvoir politique et économique. Une opposition s’affirma à la fin du conflit, regroupant diverses tendances : la tendance anarchiste qui existait sous plusieurs formes et ceux qui regardaient avec envie l’espérance qui s’était levée en Russie.
Après guerre, on évoquera réformistes et révolutionnaires. La montée des mécontentements provoquait des affrontements et affirmait la volonté d’en découdre avec les Compagnies et le Pouvoir. L’année 1920 en fut le point d’orgue : en janvier, grève dans les ateliers du réseau PO sur les conditions de travail ; en février, très fort mouvement sur le PLM : parti du terrain à la suite de la mise à pied d’un délégué s’étant rendu à un congrès syndical sans autorisation officielle, le mouvement fit tache en s’élargissant aux revendications notamment salariales. Un compromis fut négocié par la Fédération, mais resta inappliqué. Au congrès de la Fédération, les révolutionnaires animés par Gaston Monmousseau, Lucien Midol, Pierre Semard, prirent la direction de la Fédération. Le congrès décida une grève générale pour le 1er mai avec l’accord de la Confédération. Le mouvement fut violent et inégal ; par exemple, le réseau Nord, fer de lance de la grève de 1910 fut peu engagé dans l’action. L’appui de la CGT n’aboutit pas à l’entrée d’autres professions dans la grève. Le 28 mai, l’échec sanctionna le mouvement. Les forces vives de la corporation en payèrent le prix fort : 18 000 révoqués.
Par contre, le chemin vers la scission générale du mouvement ouvrier français s’en trouva ouvert. A la Fédération, il y eut d’abord deux bureaux distincts, puis en juin 1921 la Fédération se coupa en deux avec, d’un côté la CGT regroupant les forces réformistes et, de l’autre, la CGT-Unitaire regroupant toutes les forces révolutionnaires. En fait, et pour longtemps, la CGTU s’identifiera au Parti communiste. Le mouvement syndical était alors durablement affaibli, le nombre des syndiqués s’amenuisait.
Les évènements extérieurs, la montée du fascisme et du nazisme firent réfléchir. Chez les cheminots, le retour à l’unité syndicale s’amorça d’abord sur le réseau Midi le 21 octobre 1934, puis de réseau en réseau. Le 10 décembre 1935 la Fédération des Cheminots se réunifiait, suivie par la Confédération en mars 1936 à Toulouse. Les adhésions reprirent ; la discussion autour de la création de la SNCF en fut renforcée. Les structures autonomes : agents de conduite, cadres, retournèrent dans la CGT.
Mais l’évolution de la situation politique internationale pesait de plus en plus et la signature du Pacte germano-soviétique conduisit, en septembre 1939, à une nouvelle rupture au sein de la CGT : les militants approuvant le Pacte, pour la plupart communistes, furent exclus des organisations syndicales.

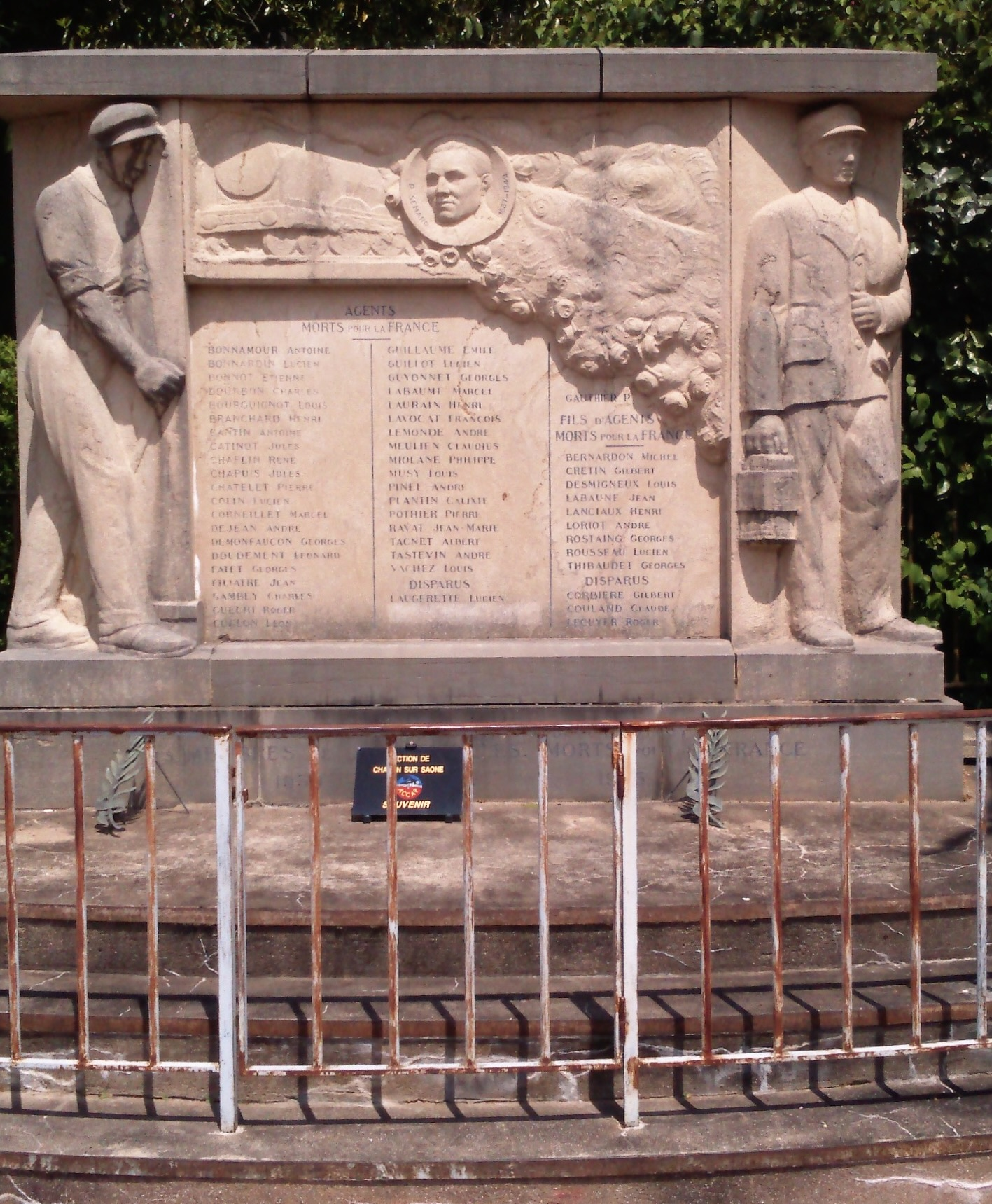
Monument commémoratif aux cheminots de la région de Chalon-sur-Saône, morts en 1940-1945. Pierre Semard figure dans le médaillon central

Pas de répit, la guerre fut bientôt là. Les cheminots furent beaucoup résistants et peu collaborateurs ; une structure CGT clandestine apparut et se renforça au fur et à mesure que la guerre évoluait, au prix de la disparition de nombreux militants. Dont plusieurs dirigeants nationaux. Le premier d’entre eux : Pierre Semard, fusillé le 7 mars 1942, mais aussi Georges Wodli, Jean Catelas. Un syndicat légal était resté en place, avec quelques collaborateurs notoires, mais contraint à prendre en compte les revendications des cheminots notamment par la présence dans ses rangs de militants de la CGT clandestine.
La reconstruction de la CGT à la Libération se fera sur une base paritaire, moitié ancienne CGT, moitié ex-CGTU, dans les organismes de direction nationaux. La CFTC, bien que née en février 1918, n’avait jusqu’alors pas obtenu beaucoup de représentativité dans la corporation ; elle sortit renforcée de la guerre, de nombreux responsables ayant pris une part active à la Résistance. Malgré quelques tentatives, les deux organisations de s’accorderont pas pour faire une seule structure.
L’unité fut de courte durée, l’année 1947, marquée par deux phases de grève, en juin et en novembre, ouvrit, comme l’année 1920, la voie à une scission générale au sein de la CGT. C’est à ce moment que naquit FO, que la plupart des dirigeants du Syndicat National des Cadres quittèrent la CGT, qu’un bon nombre d’agents de conduite retournèrent à l’autonomie avec la création de la FGAAC, même si la CGT conservait une influence majoritaire parmi ce personnel. Les élections du Conseil d’Administration de la Caisse de Prévoyance, tenues le 29 janvier 1948, les seules de ce type qui eurent jamais lieu, établirent ainsi le rapport de force : CGT 58,2 %, CFTC 17,6 %, FO 17,1 %, FAC (cadres) 7,1 %. La FGAAC non encore reconnue représentative n’était pas partie prenante de ce vote.
L’histoire contemporaine du syndicalisme a accentué le morcellement, pas seulement chez les cheminots d’ailleurs : en 1965 la CFTC s’est transformée majoritairement en CFDT, mais une structure CFTC s’est maintenue. Les toutes dernières années, à partir d’un noyau issu de la CFDT, s’est créé SUD Rail. La FMC (ex FAC) s’est confédérée à l’UNSA.. Revendiquant sa représentation confédérale, elle tente de s’imposer dans le personnel d’exécution. Huit organisations sont représentatives des cheminots, six de façon globale, deux strictement catégorielles : la CGC pour les maitrise et cadres, la FGAAC pour les agents de conduite.
Ce paysage syndical éclaté, même si nous en sommes de moins en moins aux affrontements exacerbés entre organisations, n’est pas la meilleure réponse aux enjeux du troisième millénaire. Réduire cette fracture syndicale a donc été en permanence un des axes majeurs de la CGT.

## Audience aux élections professionnelles: 1998-2022
La CGT reste en tête lors des élections professionnelles :
- Aux élections professionnelles de mars 1998[3], la CGT recueille 45,81 % des voix (CFDT 19,60 %, UNSA-FMC 9,70 %, SUD-Rail 8,65 %, CFTC 5,81 %, FO 5,61 %, FGAAC 3,18 %, CFE-CGC 1,17 %, divers 0,29 %, SNCS 0,19 %).
- Aux élections du 23 mars 2000[4], elle recueille 42,01 % des voix (CFDT 19,03 %, UNSA 11,31 %, SUD-Rail 10,70 %, FO 6,15 %, FGAAC 3,96 %, CFE-CGC 1,22 %, divers 0,30 %).
- Aux élections professionnelles de mars 2004[5], elle recueille 47,13 % des 144 028 votants, sur les 176 000 cheminots inscrits (SUD-Rail 14,79 %, UNSA-FMC 14,02 %, CFDT 7,47 %, FO 6,61%, CFTC 5,88 %, FGAAC 3,34 %, CFE-CGC 0,76 %).
- Aux élections du 23 mars 2006[6], elle recueille 43,24 % des voix dans l’ensemble des collèges (UNSA 14,65 %, SUD-Rail 14,47 %, CFDT 10,03 %, CFTC 7,28 %, FO 6,54 %, FGAAC 2,89 %, CFE-CGC 0,62 %, divers 0,27 %).
- Aux élections du 26 mars 2009[7], la CGT recueille 39,30 % des voix (UNSA 18,05 %, SUD-Rail 17,67 %, CFDT 11,59 %, FO 7,99 %, CFTC 5,40 %).
- Aux élections du 24 mars 2011[8], la CGT recueille 37,32 % des suffrages (UNSA 21,48 %, SUD-Rail 17,40 %, CFDT 13,79 %, FO 8,52 %, CFTC 1,05 %, CFE-CGC 0,44 %).
- Aux élections de novembre 2015 (résultats incomplets)[9], elle recueille 34,33 % des voix (UNSA 23,86 %, SUD-Rail 16,83 %, CFDT 15,15 %, FO + CFE-CGC 9,16 %).
- Aux élections professionnelles de novembre 2018[10], la CGT recueille 34,02 % des 101 200 suffrages exprimés, sur les 151 700 cheminots inscrits (UNSA 23,96 %, SUD-Rail 17,28 %, CFDT 14,30 %, FO 7,63 %, CFE-CGC 2,73 %, CFTC 0,03 %).
- En novembre 2022[11], la CGT demeure en tête avec 32,44 % des voix (UNSA 22,10 %, SUD-Rail 18,67 %, CFDT 15,94 %, FO 7,79 %, CFE-CGC 4,07 %).

## Organisation

### Cheminots secrétaires généraux au sein de laCGTetCGTU
- Absalon Lagailse 1er secrétaire général de la CGT du 4 décembre 1895 au 20 juin 1899
- Eugène Guérard 4e secrétaire général de la CGT du 21 avril 1901 au 26 novembre 1901
- Gaston Monmousseau 1er secrétaire général de la CGTU de 1922 à 1932.
- Georges Séguy 9e secrétaire général de la CGT 1967 - 1982
- Bernard Thibault 12e secrétaire général de la CGT de 1999 à 2013

### Dirigeants de la fédération des cheminots

#### Syndicat national des chemins de fer
- 1891 - 1909 : Eugène Guérard, secrétaire de la Chambre syndicale, puis (en 1895) du Syndicat national des chemins de fer CGT[12]
- juin 1909 - 1917 : Marcel Bidegaray, secrétaire général du Syndicat national des chemins de fer

#### Fédération nationale des travailleurs des chemins de fer (CGT)
- 1917 (janvier) - 1920 (avril) : Marcel Bidegaray
- 1920 (avril) : secrétariat collectif (Gaston Monmousseau, Edmond Lévêque, Henri Sirolle, Lucien Midol)
- 1920 (intérim en mai) : Joseph Lardeux
- 1920 (juin) - 1921 (juillet) : Marcel Bidegaray

#### Fédération des chemins de ferCGTU
- 1921 (juillet) - 1924 : Pierre Semard, secrétaire général de la Fédération CGT puis (décembre 1921) CGTU
- 1924 - 1934 : Lucien Midol, secrétaire général, avec Jules Crapier (à partir de 1926)
- 1934 - 1935 : Pierre Semard, secrétaire général

#### Fédération des travailleurs des chemins de ferCGT
- 1921 - 1923 : Adolphe Montagne, secrétaire général
- 1923 - 1926 : Paul Le Guen, secrétaire fédéral
- 1926 - 1935 : Jean Jarrigion, secrétaire fédéral
- décembre 1935 - 1940 : Pierre Semard, (ex « unitaire ») et Jean Jarrigion (ex « confédéré »), secrétaires généraux. Le secrétariat comprend 3 autres "unitaires" (Jules Crapier, Antoine Demusois, Lucien Midol), 3 autres "confédérés (Roger Liaud, Albert Pérignon, De Kerdeleau) et 2 trésoriers généraux (Raymond Tournemaine, ex "unitaire", Georges Quertelet, ex "confédéré"). Les "unitaires" sont exclus de la direction en septembre 1939.

#### Fédération nationale des chemins de fer
- 1940 - 1944 : Roger Liaud, secrétaire général de la Fédération « légale », collaborationniste

#### Fédération nationale des travailleurs des chemins de fer (CGT)
- août 1944 - août 1945 : Raymond Tournemaine (ex « unitaire ») et Gérard Ouradou, (ex « confédéré ») secrétaires généraux
- août 1945 - décembre 1947 : Raymond Tournemaine, secrétaire général, Gérard Ouradou, secrétaire général adjoint. Le secrétariat comprend 4 autres ex « unitaires » (Jules Crapier, Marc Dupuy, Robert Hernio, Lucien Midol), 2 autres ex « confédérés » (Jean-Baptiste Chaverot, René Clerc, qui rallient Force ouvrière en 1948), et un « cadre » (Jean Redon, qui choisit l'autonomie en 1948)
- 1948 - 1953 : Raymond Tournemaine, secrétaire général
- 1953 - 1961 : Robert Hernio, secrétaire général (Georges Séguy secrétaire général adjoint en 1957)
- 1961 - 1965 : Georges Séguy, secrétaire général
- 1965 - 1976 : Charles Massabieaux, secrétaire général, André Argalon secrétaire général adjoint
- 1976 - 1993 : Georges Lanoue, secrétaire général, Pierre Vincent, secrétaire général adjoint
- 1993 - 2000 : Bernard Thibault, secrétaire général, Christiane Bedon, secrétaire générale adjointe
- 2000 - 2010 : Didier Le Reste, secrétaire général
- 2010 - 2017 : Gilbert Garrel, secrétaire général
- 2017 - 2023 : Laurent Brun, secrétaire général
- depuis novembre 2023 : Thierry Nier, secrétaire général[13]